# Глава Республики Башкортостан
Глава́ Респу́блики Башкортоста́н (баш. Башҡортостан Республикаһы Башлығы), с 12 декабря 1993 года по 1 января 2015 года — Президе́нт Республики Башкортостан (баш. Башҡортостан Республикаһы Президенты) — высшее должностное лицо Башкортостана. Возглавляет высший исполнительный орган государственной власти республики — Правительство Республики Башкортостан. Является гарантом конституции Республики Башкортостан.
Срок полномочий главы Республики Башкортостан составляет пять лет, но не более двух сроков.

## История
В 1990 году Башкирская Автономная Советская Социалистическая Республика переименована в Башкирскую Советскую Социалистическую Республику — Башкортостан. 30 октября 1991 года Верховным Советом Башкирской ССР был принят Закон «О выборах Президента Башкирской ССР».
25 февраля 1992 года принят Закон об изменении названия республики. 24 декабря 1993 года принимается новая Конституция Республики Башкортостан, взамен Советской конституции, принятой 30 мая 1978 года. По новой конституции должность высшего должностного лица — президента Башкортостана была учреждена на смену должности Председателя Президиума Верховного Совета Республики.
В ноябре 1993 года Верховный Совет Республики Башкортостан принял меры по реализации закона о президенте от 30 октября 1991 года и назначил дату выборов. Кандидатами на новую должность являлись председатель Верховного совета Республики Башкортостан М. Г. Рахимов и президент банка «Восток» Р. Ф. Кадыров. 12 декабря 1993 года на выборах участвовало 62,7 % избирателей республики. Был избран первый президент Республики Башкортостан, им стал Муртаза Губайдуллович Рахимов, за которого было отдано 64 % голосов избирателей (за Р. Ф. Кадырова — 28,5 %).
14 июня 1998 года состоялись вторые выборы президента республики. На пост президента выдвинули кандидатуры действующий глава республики М. Г. Рахимов, депутат Государственной думы Российской Федерации А. Н. Аринин, бывший премьер-министр Республики Башкортостан М. П. Миргазямов, руководитель банка «Восток» Р. Ф. Кадыров, министр лесного хозяйства Р. Г. Казакулов. Однако до выборов допустили только Рахимова и Казакулова. На выборах победил М. Г. Рахимов, за которого отдали свои голоса 70,2 % избирателей.
7 декабря 2003 года состоялись следующие выборы. Кандидатами на должность являлись действующий президент Башкортостана М. Г. Рахимов, руководитель банка С. А. Веремеенко и вице-президент нефтяной компании «ЛУКОЙЛ» Р. Р. Сафин. Никто из кандидатов не смог собрать большинство голосов избирателей и поэтому 21 октября 2003 года состоялся второй тур выборов, на которых М. Г. Рахимов был избран на новый срок.
С 2005 года федеральным законодательством выборность руководителей субъектов РФ была заменена голосованием депутатов законодательных собраний по представлению кандидатуры на эту должность президентом России. В сентябре 2006 года президент Башкортостана М. Г. Рахимов поставил перед президентом РФ В. В. Путиным вопрос о доверии. 5 октября 2006 года Владимир Путин внёс в Государственное Собрание — Курултай Республики Башкортостан его кандидатуру для утверждения на новый срок. 10 октября 2006 года депутаты Государственного Собрания — Курултай Республики Башкортостан единогласно наделили Муртазу Рахимова президентскими полномочиями на новый пятилетний срок.

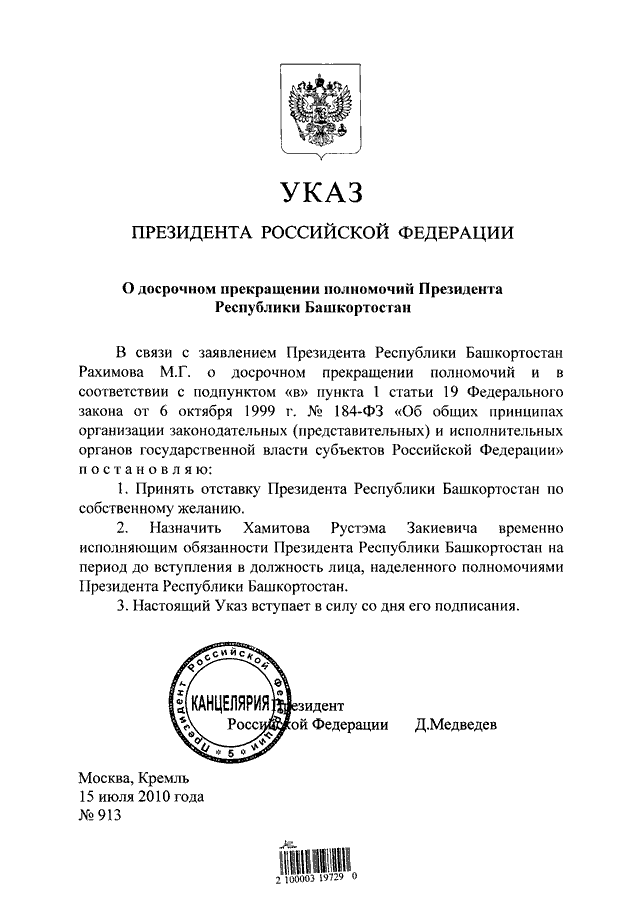
Указ президента РФ от 15.07.2010 № 913

15 июля 2010 года президент Российской Федерации Д. А. Медведев принял отставку М. Г. Рахимова с поста президента Республики после его заявления о намерении досрочно покинуть свой пост. 15 июля 2010 года президент Российской Федерации Д. А. Медведев назначил руководителя Федерального агентства водных ресурсов РФ Рустэма Закиевича Хамитова временно исполняющим обязанности Президента РБ. 19 июля 2010 года Государственное Собрание — Курултай Республики Башкортостан утвердило Р. З. Хамитова в должности президента Республики Башкортостан.
В 2012 году были внесены изменения в федеральные законы «Об общих принципах организации законодательных (представительных) и исполнительных органов государственной власти субъектов Российской Федерации» и «Об основных гарантиях избирательных прав и права на участие в референдуме граждан Российской Федерации», которые возвратили выборы высшего должностного лица во всех субъектах Российской Федерации.
30 мая 2014 года президент России Владимир Путин отправил Рустэма Хамитова в досрочную отставку, чтобы тот принял участие в выборах глав субъектов РФ 14 сентября 2014 года. 14 сентября 2014 года жители республики на выборах президента Башкортостана отдали большинство голосов (82,17 %) действующему президенту Башкортостана Р. З. Хамитову.

### Переименование должности
В 2010 году в Российской Федерации началось переименование глав субъектов, именовавшихся президентами. Официальное начало этому процессу положил глава Чечни Рамзан Кадыров, первым объявивший об отказе называться президентом и призвавший других последовать его примеру. Кадыров тогда заявил, что «в России только один государственный деятель имеет право называться президентом» и следует прекратить «парад региональных президентов». В конце 2010 года президент Дмитрий Медведев подписал одобренные Госдумой и Советом Федерации закон, запрещающий главам субъектов РФ называться президентами. При этом регионам позволили самим выбирать название должности своего руководителя в соответствии с историческими традициями, ограничив сроком до 1 января 2015 года. К концу 2013 года новое название руководителя республики не было законодательно закреплено лишь в Башкортостане и Татарстане.
Лишь 25 декабря 2014 года за неделю до окончания «переходного периода» депутаты Госсобрания — Курултая во втором и третьем чтении приняли законопроект «О Главе Республики Башкортостан» согласно которому с 1 января 2015 года высшее должностное лицо республики именуется «Глава Республики Башкортостан» (баш. Башҡортостан Республикаһы Башлығы).

#### Законная основа
Существует мнение, что закон, запрещающий именовать глав субъектов президентами, противоречит Конституции Российской Федерации, а именно 11 и 77 статьям:

Государственную власть в субъектах Российской Федерации осуществляют образуемые ими органы государственной власти.
— Статья 11, пункт 2 Конституции РФ.

Система органов государственной власти республик, краёв, областей, городов федерального значения, автономной области, автономных округов устанавливается субъектами Российской Федерации самостоятельно в соответствии с основами конституционного строя Российской Федерации и общими принципами организации представительных и исполнительных органов государственной власти, установленными федеральным законом.
— Статья 77, пункт 1 Конституции РФ.

#### Мнения политических деятелей и общественников
Доцент кафедры регионоведения Института международных отношений КФУ Азат Ахунов уверен, что закон о переименовании президентов выходит за рамки филологической плоскости и посыл, который он несёт, понятен всем. По его же словам Башкортостан сдал позиции, не выдержав федерального давления, тем самым показав свою слабость. Руководитель фракции КПРФ в Татарстане Хафиз Миргалимов также возмутился принятым в соседней республике решением: «Я вообще не понимаю федеральный центр. Им как будто нечего делать. Пусть, наконец-то, займутся экономикой! ВВП стагнирует, цены скачут, ЖКХ грабит, ситуация архисложная, а они придумали переименовать президентов республик. Какая им разница? Разве понятие „президент“ мешает главному президенту?». Римзиль Валеев высказал схожие мысли:

Ситуация смехотворна. Президентом какой-то компании или организации быть разрешено, а президентом одного из ведущих регионов — нет.

Критические оценки переименования должности руководителя Башкортостана высказывались преимущественно политическими деятелями соседнего Татарстана, который к 2015 году остался единственным регионом, где должность главы региона именовалась «президент». В то же время в 2023 году Татарстан переименовал должность руководителя в «Глава» (Раис).
Президент России Владимир Путин считает, что вопрос об именовании высшего должностного лица региона — дело граждан самого региона: поскольку Россия является государством с федеративным устройством, то вариант именования «президент» исключать нельзя. Позицию Владимира Путина поддержал руководитель «Справедливой России» Сергей Миронов.
Существуют противоположные мнения на этот счёт. Например, представитель ЛДПР Алексей Диденко считает, что Татарстан и Башкортостан должны были переименовать президентов из чувства уважения к своим соседям, поскольку подобные названия должностей порождают неравноправие. Вместе с тем Диденко предложил переименовать все субъекты в земства, а их руководителей — в старост.

## Права и обязанности
В соответствии с Конституцией Республики Башкортостан Глава Республики Башкортостан избирается гражданами Российской Федерации, проживающими на территории Республики Башкортостан и обладающими активным избирательным правом, на основе всеобщего равного и прямого избирательного права при тайном голосовании. Глава Республики Башкортостан является высшим должностным лицом Республики Башкортостан. Глава Республики Башкортостан может быть избран гражданин Российской Федерации, достигший возраста 30 лет и обладающий избирательным правом.

Глава Республики Башкортостан избирается на пять лет.

Глава Республики Башкортостан приступает к исполнению полномочий с момента принесения им присяги и прекращает их исполнение с истечением срока его пребывания в должности с момента принесения присяги вновь избранным Главой Республики Башкортостан.

Глава Республики Башкортостан обязан владеть государственными языками Республики Башкортостан.

## Полномочия
Глава Республики Башкортостан:

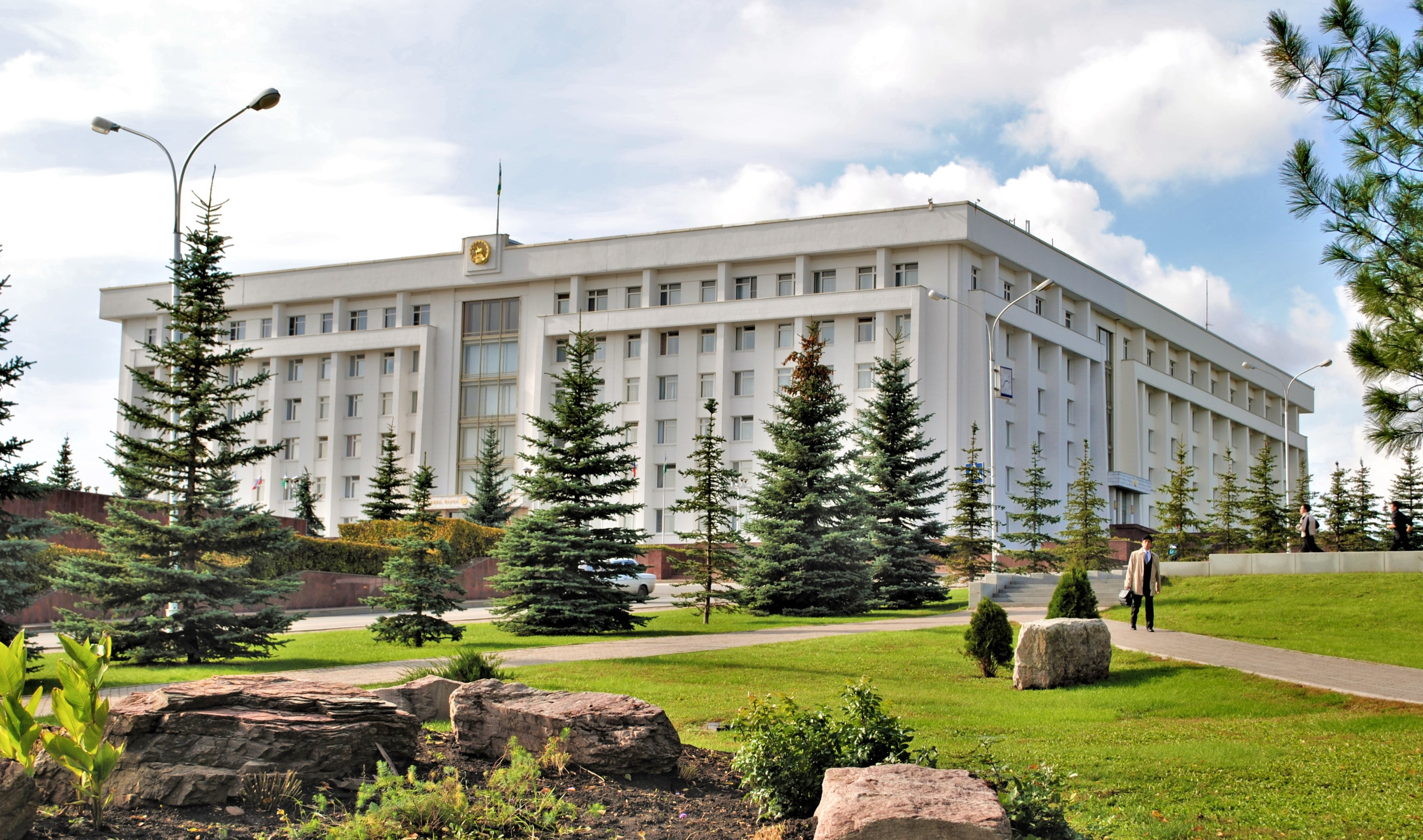
Дом Республики — резиденция Главы Республики Башкортостан

1. гарантирует реализацию прав и свобод человека и гражданина, защищает экономические и политические интересы Республики Башкортостан, обеспечивает законность и правопорядок на её территории;
2. определяет основные направления социально-экономического развития Республики Башкортостан;
3. формирует Правительство Республики Башкортостан и руководит его деятельностью;
4. назначает премьер-министра Правительства Республики Башкортостан с согласия Государственного Собрания-Курултая Республики Башкортостан;
5. образует и ликвидирует министерства и государственные комитеты Республики Башкортостан;
6. назначает и освобождает от должности заместителей премьер-министра Правительства Республики Башкортостан, министров, председателей государственных комитетов и руководителей ведомств Республики Башкортостан по представлению премьер-министра Правительства Республики Башкортостан;
7. обнародует законы Республики Башкортостан либо отклоняет их;
8. вносит законопроекты в Государственное Собрание-Курултая Республики Башкортостан;
9. представляет Государственному Собранию-Курултая Республики Башкортостан программы социально-экономического развития Республики Башкортостан;
10. представляет Государственному Собранию-Курултая Республики Башкортостан не реже одного раза в год Доклад о положении в республике, обращается с Посланием к народу Республики Башкортостан и к Государственному Собранию-Курултая Республики Башкортостан;
11. вправе участвовать в работе Государственного Собрания-Курултая Республики Башкортостан;
12. вправе созывать вновь избранное Государственное Собрание-Курултая Республики Башкортостан на первое заседание ранее срока, установленного для Государственного Собрания-Курултая Республики Башкортостан настоящей Конституцией, а также требовать созыва внеочередного заседания Государственного Собрания-Курултая Республики Башкортостан;
13. вносит в Государственное Собрание-Курултая Республики Башкортостан предложения о внесении изменений и (или) дополнений в постановления Государственного Собрания-Курултая Республики Башкортостан либо об их отмене;
14. издаёт указ о досрочном прекращении полномочий (роспуске) Государственного Собрания-Курултая Республики Башкортостан;
15. представляет Государственному Собранию-Курултаю Республики Башкортостан кандидатуры для назначения на должность председателя, заместителя Председателя, судей Конституционного Суда Республики Башкортостан;
16. представляет Государственному Собранию-Курултаю Республики Башкортостан кандидатуры для избрания мировых судей;
17. представляет Государственному Собранию-Курултаю Республики Башкортостан кандидатуру для назначения на должность Уполномоченного Республики Башкортостан по правам человека; ставит вопрос перед Государственным Собранием-Курултая Республики Башкортостан об освобождении его от должности;
18. представляет кандидатуру для назначения на должность председателя Контрольно-счётной палаты Республики Башкортостан;
19. формирует межведомственный Совет общественной безопасности Республики Башкортостан;
20. вправе предлагать кандидатуры для избрания глав местных исполнительных органов государственной власти Республики Башкортостан;
21. представляет Государственному Собранию-Курултаю Республики Башкортостан кандидатуры для назначения представителей общественности в квалификационной коллегии судей Республики Башкортостан; вносит представления о прекращении их полномочий;
22. подписывает договоры и соглашения от имени Республики Башкортостан;
23. назначает и отзывает полномочных представителей Республики Башкортостан при органах государственной власти Российской Федерации, субъектов Российской Федерации, а также в субъектах иностранных федеративных государств и административно-территориальных образованиях иностранных государств;
24. создаёт администрацию главы Республики Башкортостан;
25. назначает в пределах своих полномочий членов Центральной избирательной комиссии Республики Башкортостан;
26. награждает государственными наградами Республики Башкортостан;
27. присваивает почётные и иные звания Республики Башкортостан;
28. осуществляет иные полномочия в соответствии с настоящей Конституцией, федеральными законами, законом о главе Республики Башкортостан и другими законами Республики Башкортостан.

Глава Республики Башкортостан при осуществлении своих полномочий обязан соблюдать Конституцию Российской Федерации, федеральные законы, настоящую Конституцию и законы Республики Башкортостан, исполнять указы президента Российской Федерации и постановления Правительства Российской Федерации.

## Список руководителей Республики Башкортостан

### Список президентов Республики Башкортостан (1993—2014)
| №  | Портрет | ФИО (годы жизни)                           | Срок полномочий                                                                         | Партия        |
| 1. |         | Рахимов, Муртаза Губайдуллович (1934—2023) | 25 декабря 1993 — 15 июля 2010                                                          | Единая Россия |
| 2. |         | Хамитов, Рустэм Закиевич (род. 1954)       | 19 июля 2010 — 31 декабря 2014 и. о. 15 июля — 19 июля 2010 и 30 мая — 25 сентября 2014 | Единая Россия |

### Список глав Республики Башкортостан (с 2015 года)
| №   | Портрет | ФИО (годы жизни)                     | Срок полномочий                 | Партия        |
| (1) |         | Хамитов, Рустэм Закиевич (род. 1954) | 1 января 2015 — 11 октября 2018 | Единая Россия |
| 2   |         | Хабиров, Радий Фаритович (род. 1964) | с 11 октября 2018               | Единая Россия |